# Лешница (област Благоевград)
Вижте пояснителната страница за други значения на Лешница.
Лѐшница е село в Югозападна България. То се намира в община Сандански, област Благоевград.

## История
В „Етнография на вилаетите Адрианопол, Монастир и Салоника“, издадена в Константинопол в 1878 година и отразяваща статистиката на населението от 1873 година, Лешница (Léchnitsa) е посочено като село с 16 домакинства и 20 жители мюсюлмани и 20 българи.
В 1891 година Георги Стрезов пише за селото:
| „ | Лешница, чифлик на мелничкия грък Деко. Разположено на полянка до един приток от Бистрица, за СЗ от Мелник 2 1/2 часа. Църква, която е затворена от няколко време насам. Български къщи само 5 и турски 5. Преди 10-тина години било село от 20 къщи нагоре. | “ |

Към 1900 година според статистиката на Васил Кънчов („Македония. Етнография и статистика“) в Лешница живеят 55 души, от които 25 българи-християни и 30 турци.

## Население

### Етнически състав
Преброяване на населението през 2011 г.
Численост и дял на етническите групи според преброяването на населението през 2011 г.:
|                     | Численост |
| Общо                | 769       |
| Българи             | 692       |
| Турци               | -         |
| Цигани              | 23        |
| Други               | 12        |
| Не се самоопределят | -         |
| Неотговорили        | 50        |

## Културни и природни забележителности
В селото има читалище „Никола Йонков Вапцаров“ с библиотека от 1800 тома литература. През 1936 г. е построена ВЕЦ, която електрифицира цялото село.

## Личности
- Ангел Ангелов (р. 1930), български офицер, генерал-лейтенант
- Андон Анастасов (1837 – 1920), български духовник и просветен деец
- Богомил Точев (1932 – 2024), български треньор и съдия по борба, заслужил деятел на физическата култура и спорта
- Илия Лазаров (1847 – 1941), свещеник и учител в село Лешница. Роден е в с. Белевехчево, на 4 – 5 км от с. Лешница. След Освобождението на Пиринска Македония през 1912 година от турско робство много жители на Беливехчово се насочват съм Лешница, където има изоставени турски чифлици. Отец Илия първоначално учи децата в своя дом, докато се построи сградата на училището през 1923 г. Дълги години служи на вярата в храма на църквата. Отива си от този свят на 94 години през 1941 година.
- Страхил Точев (р. 1932), български архивист, дългогодишен ръководител на Държавен архив – Благоевград